# Tornassol (planta)

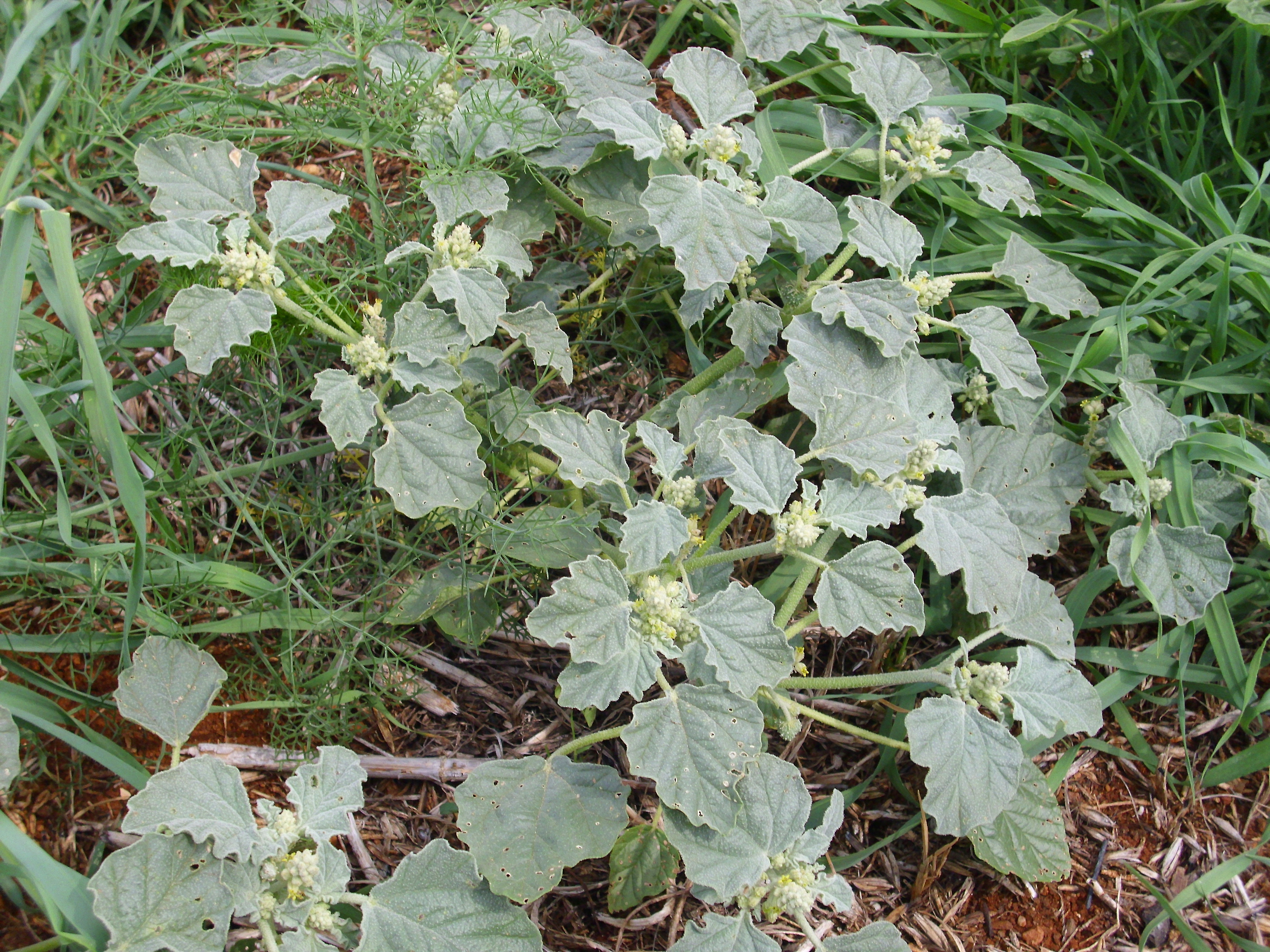
Vista de la planta

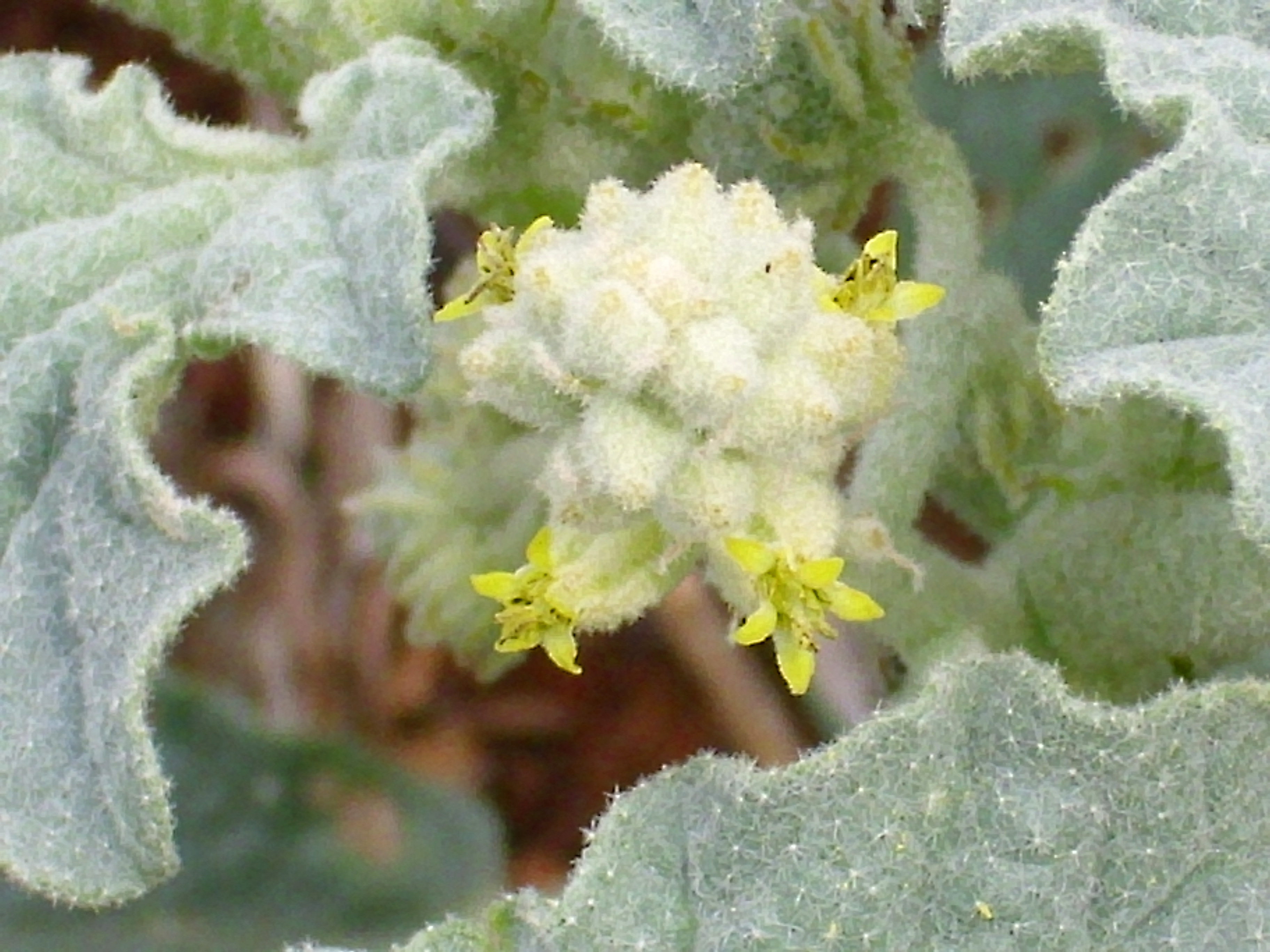
Detall de la flor

El tornassol (Chrozophora tinctoria), és una espècie de planta amb flors del gènere Chrozophora dins la família de les euforbiàcies nativa del sud i l'est d'Europa, de l'Àfrica mediterrània i de l'Àsia occidental, central i sud-oriental.
Addicionalment pot rebre els noms de cròton, gira-sol, gira-sol bord, herba de les llúpies, mira-sol i síndria borda. També s'han recollit les variants lingüístiques crotó i tornissol.

## Descripció
És una planta herbàcia anual i monoica de fins 40 cm d'alt. Fulles grisenques triangulars. Les flors són grogues, les masculines s'agrupen en inflorescències en raïms, les femenines apareixen a la base de les inflorescències masculines. Fruit en càpsula berrugosa trilocular. Creix en terrenys calcaris.
El tornassol es considera una planta tòxica.

## Taxonomia
Aquesta espècie va ser descrita vàlidament per primer cop l'any 1824 a l'obra De Euphorbiacearum generibus medicisque earundem viribus tentamen, tabulis aeneis 18 illustratum d'Adrien Henri Laurent de Jussieu (1797-1853).

### Sinònims
A continuació s'enumeren els noms científics que són sinònims de Chrozophora tinctoria:
- Sinònims homotípics

- Chrozophora tinctoria var. genuina Müll.Arg.
- Croton tinctorius L.
- Ricinoides tinctoria (L.) Moench
- Tournesol tinctoria (L.) Baill.

- Sinònims heterotípics

- Chrozophora cordifolia Pazij
- Chrozophora glabrata (Heldr.) Pax & K.Hoffm.
- Chrozophora hierosolymitana Spreng.
- Chrozophora integrifolia Bunge
- Chrozophora lepidocarpa Pazij
- Chrozophora obliqua (Vahl) A.Juss. ex Spreng.
- Chrozophora obliqua var. hierosolymitana (Spreng.) Duthie
- Chrozophora sieberi C.Presl
- Chrozophora subplicata (Müll.Arg.) Pax & K.Hoffm.
- Chrozophora tinctoria f. brachypetala Müll.Arg.
- Chrozophora tinctoria var. glabrata Heldr.
- Chrozophora tinctoria var. hierosolymitana (Spreng.) Müll.Arg.
- Chrozophora tinctoria subsp. obliqua (Vahl) O.Bolòs & Vigo
- Chrozophora tinctoria var. subplicata Müll.Arg.
- Chrozophora tinctoria var. verbascifolia (Willd.) Müll.Arg.
- Chrozophora verbascifolia (Willd.) A.Juss. ex Spreng.
- Chrozophora villosa Lindl.
- Chrozophora warionii Coss. ex Batt.
- Croton argenteus Forssk.
- Croton obliquus Vahl
- Croton oblongifolius Sieber ex Spreng.
- Croton patulus Lag.
- Croton verbascifolius Willd.
- Tournesol obliqua (Vahl) Franch.
- Tournesol verbascifolia (Willd.) Kuntze
- Tournesol warionii (Coss. ex Batt. & Trab.) Baill.

## Usos
Tradicionalment els seus fruits havien estat utilitzats per aconseguir un colorant blau, també anomenat tornassol, que ja era utilitzat a l'antiguitat i a l'edat mitjana va ser especialment rellevant el seu ús als manuscrits il·luminats.